# To/Die/For
To/Die/For é uma banda finlandesa de metal gótico, formada em 1999 na cidade de Kouvola.

## História
O To/Die/For surgiu em 1999, quando os músicos da banda de hard rock Mary-Ann (na ativa desde 1993) decidiram mudar seu estilo musical, mudando assim o nome da banda também. Eles pagaram pelos custos da gravação de um EP intitulado Deeper Sin e logo receberam um contrato da gravadora Spinefarm Records.
Seu debut - All Eternity - foi lançado na Finlandia no final daquele ano, e o To/Die/For obteve contratos com as gravadoras Nuclear Blast (para a Europa) e Pony Canyon (para o Japão).
Em 2000, a banda fez uma turnê pela Europa com as bandas Dark Tranquillity, Sentenced e In Flames. Epilogue foi lançado em 2001 e foi seguido por uma turnê com Lacrimosa.
O álbum Jaded foi lançado em 2003, e, logo após, o vocalista Jarno Perätalo deixou a banda e fundou a banda Tiaga com antigos membros da To/Die/For. Ele foi temporariamente substituído por Juha Kylmanen (da For My Pain...), mas em 2004 retornou ao To/Die/For com os músicos que estavam com ele na banda Tiaga.
Em dezembro de 2014 foi lançado o videoclipe para o single de "Screaming Birds", prévia do álbum Cult, a ser lançado em março de 2015 através da gravadora Massacre Records.

## Membros

### Atuais
- Jarno Perätalo - vocais
- Juppe Sutela - guitarra
- Eza Virén - guitarra
- Samuel Schildt - baixo
- Matti Huopainen - bateria

### Passados
- Mika Ahtiainen - guitarra (2003-2006)
- Juska Salminen - teclado (1999-2005)
- Miikka Kuisma - baixo (1999-2000)
- Marko Kangaskolkka - baixo (2000-2003)
- Tonmi Lillman - bateria (1999-2003)
- Joonas Koto - guitarra
- Antza Talala - guitarra
- Josey Strandman - baixo
- Santtu Lonka - bateria

### Músicos convidados
- Kimberly Goss - vocais em All Eternity
- Marco Hietala - vocais em Epilogue
- Tanya Kemppainen - vocais em Epilogue and Jaded
- Anna - vocais em Jaded

## Discografia

### Álbuns de estúdio
- Deeper Sin (Demo EP, 1999)
- All Eternity (1999)
- Epilogue (2001)
- Jaded (2003)
- IV (2005)
- Wounds Wide Open (2006)
- Samsara (2011)
- Cult (2015)

### Coletâneas
- Epilogue from the Past (2010)

### Singles
- "In The Heat of the Night" (2000)
- "Hollow Heart" (2001)
- "Little Deaths" (2005)
- "Like Never Before" (2006)
- "Screaming Birds" (2014)